# 天极网
天极网（Yesky）是中国的一家IT资讯类门户网站。其前身是成立于1997年2月的电脑报网站，2000年3月启用http://www.yesky.com域名。目前天极网是国内数家IT大型门户之一，涵盖数个不同分类的子网站，如比特网、52pk游戏网等。